# Ветер с востока (фильм, 1993)
«Ветер с востока» (фр. Vent D'Est) — кинофильм совместного, французско-швейцарского производства, биографическая драма, в основе которой — реальная история судьбы генерала Бориса Смысловского и его подчинённых. В роли Смысловского — Малкольм Макдауэлл.

## Сюжет
Фильм основан на реальных событиях. Генерал Смысловский с остатками своей «Первой Русской национальной армии» вермахта (солдаты, офицеры, и их семьи, всего около 500 человек) в последние дни Второй мировой войны находят убежище на территории нейтрального княжества Лихтенштейн, всё население которого составляет около 12 тыс. человек и которое практически не имеет собственных вооружённых сил. Князь лично выступает за предоставление русским коллаборантам статуса военнопленных, вопреки воле победившей антигитлеровской коалиции западных союзников и Советского Союза. В случае выдачи пленных советским властям — их участь предрешена, перед глазами — наглядный пример трагедии солдат РОА генерала Власова, и выдача казаков в Лиенце. И маленькое государство в центре Европы бросает вызов мировым державам, заступившись за горстку "несчастных русских коллаборационистов".
Советская комиссия прибывает в княжество для переговоров о выдаче «предателей родины» (коими они считаются в СССР). Часть пленных, поддавшись на уговоры, добровольно согласились вернуться в Советский Союз, но в товарных вагонах они доехали только до территории Венгрии, где и были расстреляны. Генерал Смысловский и часть его людей перебрались в Аргентину, некоторые остались в Лихтенштейне.

## В ролях
- Малкольм Макдауэлл — генерал Смысловский
- Пьер Ванек — доктор Хооп, премьер-министр Лихтенштейна
- Анник Бланшто — жена доктора Хоопа
- Жан-Франсуа Бальмер — Антон
- Людмила Микаэль — капитан Баринкова
- Войцех Пшоняк — полковник Чеко
- Катрин Фро — Марта Хубнер
- Каролин Сиоль — графиня Ирэн
- Катрин Бидо — Наталья Петрова
- Серж Ренко — Григорий Петров
- Жан де Конинк — месье Брандт
- Дженевье Мниш — мадам Брандт
- Патрис Александр — князь Лихтенштейна Франц Иосиф II
- Елена Сафонова — принцесса Лихтенштейна
- Клементин Селари — Анна
- Ян Янковский — Юрий Никольский
- Витольд Дембицкий — Клаус, член парламента Лихтенштейна
- Яцек Лентарович — Валериан Клименко
- Йовита Мендликовска — Лиза
- Цезары Моравский — бандит
- Сара Ваникофф — Фрида
- Станислав Бичиско — Аллен Даллес

## История создания
Съемки фильма проходили в Польше.